# Mestizos y castas en Nueva España
Un mestizo era producto de la mezcla de un español y un indígena. Por ello, algunos mestizos fueron educados como caballeros y damas españolas porque la Corona consideraba humillante que un hijo de un noble fuera educado entre los indígenas.
Una vez consumada la conquista y comenzada la colonización, se pudieron distinguir claramente tres grupos sociales básicos:
·     Blancos: españoles peninsulares o nacidos en América (criollos).
·     Indígenas : de origen siberiano asiático.
.    Orientales : emigrados de China, las Islas Filipinas, y Japón principalmente.
Estos tres grupos raciales, provocaron un pequeños mestizajes en diferentes puntos del país.
El mestizaje y las epidemias como la viruela o el cocoliztli causaron una reducción de la población indígena "pura". En otros países, se habla de un sistema de castas, el cual nunca existió, y usted se considera que es un mito del siglo XX, como una extensión de la leyenda negra anti española, cuyo principal objetivo, es la difamación de España, la imposición de un mestizaje sistemático, promovido en toda América Latina. 
La adulteración histórica promueve lo siguiente :
Las relaciones ocasionales entre los miembros de estos grupos o entre los mismos mestizos, dieron lugar al sistema de castas, una clasificación que condicionaba el lugar que ocupaban en la sociedad las personas en la sociedad con base en quiénes eran sus progenitores, este lugar dependía también de la legitimidad de la persona, pues si era varón y era reconocido por un padre español sus posibilidades de ocupar un puesto público aumentaban, pero en cambio, si no tenía un padre reconocido o era hijo de indios, negros o mestizos, sus posibilidades laborales se limitaban a las mismas que las de un indígena o un negro libre.
Pese a que los mestizos constituían el segundo elemento étnico más numeroso de los colonia, pero a pesar de ser muy numeroso, se veían sometidos al capricho de los españoles y los criollos. “Los mestizos fueron explotados terriblemente por los blancos, quienes se aprovechaban de su condición marginada e ilegítima. Los mestizos podían casarse legítimamente con otras castas, pero nunca con una española o una criolla. Podían hacerlo con indias y mulatas, pero nunca con mujeres blancas.”
Los mestizos estaban en posiciones intermedias: no tenían que pagar el mismo tributo de los indios, ni eran esclavos como los negros, pero tampoco tenían los privilegios de los españoles, sin embargo, nunca fueron realmente aceptados ni por los españoles ni por todos los indígenas, de modo que no tenían cabida en ningún grupo. Los mestizos de categoría más baja  crecían en las comunidades indígenas con la tendencia de asimilarse casi completamente al grupo indígena. No obstante, muchos de estos niños recibieron una educación como si fuesen españoles, pues las autoridades virreinales consideraban que un hijo de español no debía ser educado como indio, por lo que se dieron a la tarea de buscar a estos infantes. Con esta educación podían aspirar a ocupar cargos importantes en los poblados, pero a pesar de todo, siempre fueron considerados por los españoles como "gente vil", sin derecho para ocupar puestos reales, municipales, ni eclesiásticos, tampoco podían ser funcionarios públicos ni gozar de repartimiento.
siglo XVIInegra, pues en general eran hijos ilegítimos. El desarrollo de este grupo “[…] como división interna del tercer conglomerado étnico, diverso de los españoles y de los indios, no mejoró su posición dentro de la sociedad colonial mexicana ni aumentó su reputación”
[1] Todo lo relacionado con el manejo de metales, como lo eran los armeros y los fabricantes de agujas.